# 汉族对周边民族服饰的影响
歷史上漢族對周邊地區服飾的影響深远，周边地區的民族、包括许多其他儒家文化圈（汉文化圈）国家通过效仿华夏礼仪制度借鉴了汉人服飾的某些特征，用于吉凶宾军嘉五礼。此外，华夏宾礼也规定四夷之君必须穿本国服饰朝见中国天子，谓“蕃主服其国服”。汉唐藩属体制中，周边民族首领存在着定期朝见皇帝的所谓“朝集”制度。无论是外国君主及其使者或者臣子朝谒中国天子，接受官职，贡献方物，还是中国天子宴请外国君主，外国君主都要穿国服奉礼。国服制度促使了周边民族形成自己的民族服饰。比如，契丹太宗入晋，接触到中原衣冠制度，北归后，参照中原服制制定了本朝国服与汉服制度。

## 日本及和服
在漢人服飾传入日本之前，日本人仍穿着简单的土著服装，或爲套头装，或爲对襟装。直到古坟时代后期，受中原和朝鲜半岛服饰的影响，豪族服饰出现了左衽的倾向。进入飞鸟时代，推古天皇十一年十二月，宫廷开始仿照中原隋朝的服饰制度，制定了自己的冠服和朝服制度，东亚大陆的服饰制式对日本的影响走向系统化
- 日本士族礼装
- 薩摩藩藩主女眷
- 和服浴衣
- 肩衣袴（上下/裃）

## 琉球及琉服
琉球人與日本和族同源，同時也深受中原文化的影響，因此衣冠與明代漢人服飾、江戶時代和服一脈相承，稱爲琉裝。琉球國於16世紀時確立了階級制度和相應的服飾制度。
- 向有恆著琉裝、系大帶
- 士族裝束
- 常服
- 穿戴皮弁冠服的國王

## 朝鲜半岛及韩服
韓國稱韓服（韓語：한복／韓服），古時及北朝鮮稱朝鮮服（：／）。古朝鮮半島平民多穿白衣，只有貴族才能穿帶花紋的綾羅綢緞。朝鮮三國時代末期，唐人將漢人服飾帶到朝鮮半島，那裡的貴族才開始穿著襦、裙、袍、褲，其新羅國服飾與唐人相同。在李氏朝鲜时期，其服飾深受明朝初期衣冠制式的影響，誕生了如今赤古里裙、襖裙、周衣等樣式。
近現代韓服改良了部分細節，如：女性的赤古里裙上衣極短，下裙的位置提高；男性的腰帶位置也有提高；男性長袍的衣長稍有減短，至小腿位置；繫帶位置靠中；護領普遍較寬。
- 朝鮮王朝王、后以及宦官、婢女的衣著
- 唐衣
- 赤古里裙（女）與周衣（男）
- 同多里
- 朝鮮太祖李成桂著袞服

## 越南及越服
歷史上，秦朝統一百越，越南領土歸服中國，但由於和中原距離較遠，中原帝國的控制力有限，故越南和中原帝國分分合合，直到宋朝時越南丁朝皇帝被冊封爲交趾郡王，首次從中國領土變為中國的藩屬國。此時的越南已經受到漢族文化極深的染化，歷代正統服制多因襲或模仿中原漢族王朝的樣式。越南在屬明時期，於明朝的統治下被迫「束髮易服」，被明朝征剿過後倖存的土著都掌人亦被強迫「更名易服」，以及更改有都掌特色的地名，消除都掌文化。後黎朝時期，越南朝廷曾頒文禁止清朝風俗流入越南。阮朝建立後，一方面對大清稱臣，一方面對朝服、官服、禮服等正式服飾做出了明確規定，官服主要參酌大明制度，此時代的服飾與中原宗藩裝束十分相似。阮朝又影響了眞臘等其藩屬國的衣冠制度。
- 19世紀末的越南官員
- 穿著襖黛的西貢大學學生
- 越南阮朝弘宗宣皇帝阮福晙（启定1916年—1925年）31岁登基时的冕服照片（1916年）
- 19世紀末參與科舉考試的越南儒生

## 鲜卑人及汉化政策
北魏王朝原是由鲜卑族成立，孝文帝继位时只有五岁，由祖母冯太后主持政事他迁都洛阳，发起汉化改革，禁穿胡服，改穿汉服；禁说鲜卑语，改说汉语；改胡姓为汉姓。“魏太子恂不好学，体素肥大，苦河南地热，常思北归。魏主赐之衣冠，恂常私著胡服。”拓跋力微的长子拓跋沙漠汗在中原期间，受到汉文化的熏陶，归北时，因穿着汉人的服饰，又援弹飞丸，射落飞鸟，结果引起鲜卑部落各首领的疑忌与恐慌：“太子风彩被服，同于南夏，兼奇术绝世，若继国统，变易旧俗，吾等必不得志，不若在国诸子，习本淳朴。”太武帝拓跋焘曾因为贺狄干“言语衣服类中国，以为慕而习之，故忿焉，既而杀之”。孝文帝冲破重重阻力推行“用夏变夷”的服饰改革后，至东、西魏又大肆复旧。
- 穿著漢化鮮卑軍裝的鮮卑軍人石刻造像
- 鮮卑女侍俑
- 北朝的鹿角牛首金冠飾
- 鮮卑族的皮帶扣，約3至4世紀之間。

## 女真及滿族服飾
中國人民大學清史研究学者丁超指出馬甲就是由明代罩甲演變而成，并认为建州女真從朝鮮人記載的“雜亂無章”走向“貴賤有別”的過程當中受到了漢族服飾很大影響。明代初期禁止民人穿著「馬褂的先祖」對襟衣和罩甲等服飾：“禁官民步卒人等服對襟衣，唯騎士許服……其不應服而服者罪之”，但後來由於禁令漸漸廢弛而逐漸走入民間，這一世俗化和普及化的過程，被認為會對關外的滿洲有所影響，由於滿洲的崛起有賴於騎射之利，而對襟衣之類又便於騎射。在此情形下，經濟文化相對落後的滿洲被指理所當然地大量借鑒了明代的冠服制度。
公元1129年，金朝政權下令禁民漢服，又令髡髮，不如式者殺之。後來海陵王首先宽松了政策：“诏河南民，衣冠许从其便”，最後結果反而是女真人的服飾漢化。
- 明宣宗穿着罩甲打猎
- 允禟畫像

## 契丹及其服饰文化
契丹族习惯着長袍左衽，圓領窄袖，疙瘩紐襻，褲腳放靴筒內，有髡髮的习俗。有研究指出，達斡爾族的祖先是契丹人的一支，其很多風俗和契丹人相同，曾使用契丹文，服飾也仍和契丹人一樣左衽。在建立辽国後，採取官分南北的政策。南官管理漢人，採取漢制，故官服也沿襲“漢服”；北官管理契丹人，採取契丹國制，故官服因襲契丹族“髡髮左衽”的風格，稱爲“國服”；又，凡三品以上官員行大禮時一律用漢服。常服和官服同，皇帝和漢官著漢服，皇后和契丹官著契丹服。
隨著胡漢文化的交流，遼國初期時契丹人就出現了“长袍右衽、衣裳分制、妇女下衣着裙子”的漢服制式，在遼國中後期更甚，胡漢混裝的現象頗為明顯，契丹人著漢服，漢人著契丹服的狀況頗為普遍。
- 遼國《出獵圖》中的契丹貴族
- 從左到右分別是赫哲族、達斡爾族和滿族的服飾
- 《契丹人引馬圖》中的契丹人

## 蒙古人及蒙古袍
室韦最初披发左衽，衣服与契丹类似。但其是否为蒙古人的来源不明，蒙古建国后的服饰本身就是右衽和方领。忽必烈統一中国后受汉文化影响后产生了辫线袄和质孙服，部分延用了前代服裝。
- 元太祖成吉思汗
- 元太宗窝阔台
- 元世祖忽必烈
- 元仁宗爱育黎拔力八达
- 元宁宗懿璘质班

- 察必皇后
- 皇后弘吉剌·真哥
- 宣慈惠圣皇后阿纳失失里
- 元宁宗皇后答里也忒迷失

元朝前後蒙古袍受汉制服装影响产生了质孙服，质孙服又反作用於汉服，使产生了曳撒制式，“曳撒”的名字即来自於“质孙”。蒙古退回漠北之后的服装演化不明，清朝以降可能对满族服饰产生了影响，除了厄鲁特以外，当今常见的蒙古袍从布里亚特到内蒙古均大同小异，大部分地區仍然能見到交領右衽的傳統服飾。
- 不同時代的德勒展示
- 蒙古族傳統服飾
- 蒙古僧侶
- 蒙古音樂家
- 布里亞特人傳統服飾

## 臺灣原住民
漢服隨古代漢族移民傳入台灣，台灣各族原住民均有其民族服飾，與漢服並無關連，不過被漢化的原住民亦可能穿著漢服，而一些原住民的早期服裝也看到類似漢服的交領右衽樣式。早期台灣漢族服飾由於明鄭政權的建立而主要遵循明朝儀制。1650年代後，满清政權開始嘗試與明鄭談判，從鄭成功以至鄭經，服制問題始終是明鄭與滿清雙方談判時所重視的條件之一。
一些臺灣原住民如布農族人在清初至日治期間與漢族人有經濟上的來往，部分部落的布農族人在與漢族人彼此交易中，獲得了漢族人的衣飾，也穿起了漢服。自從接觸了漢族文化之後，逐漸形成男穿長衫女穿裙，日本人鈴木作太郎在1932年的著作裡指出，布農族人的穿著和泰雅族人同樣是麻織布上衣，只是婦女後來仿漢人穿著綿衣衫褲。可見在日治時代，部分部落的布農族已經大量穿著漢服，與傳統族服正為穿用。

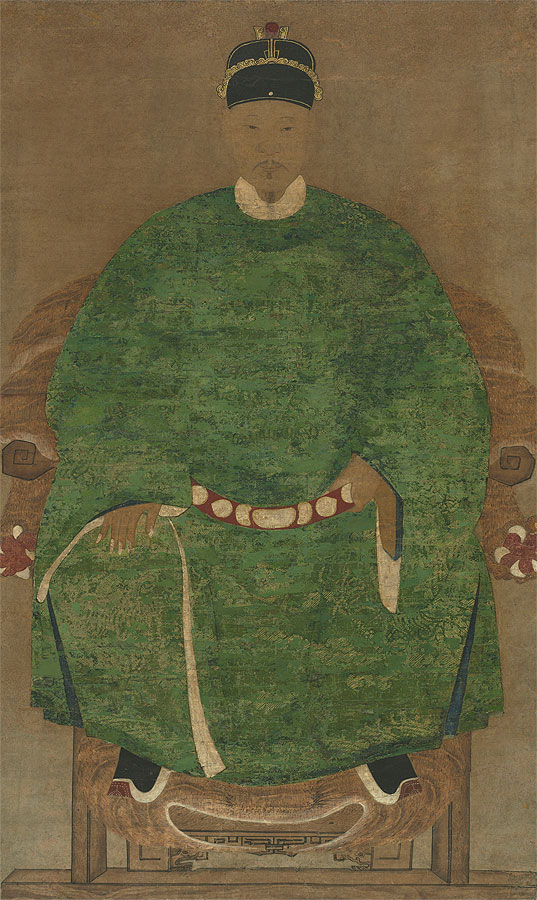
明鄭時期延平王鄭成功畫像
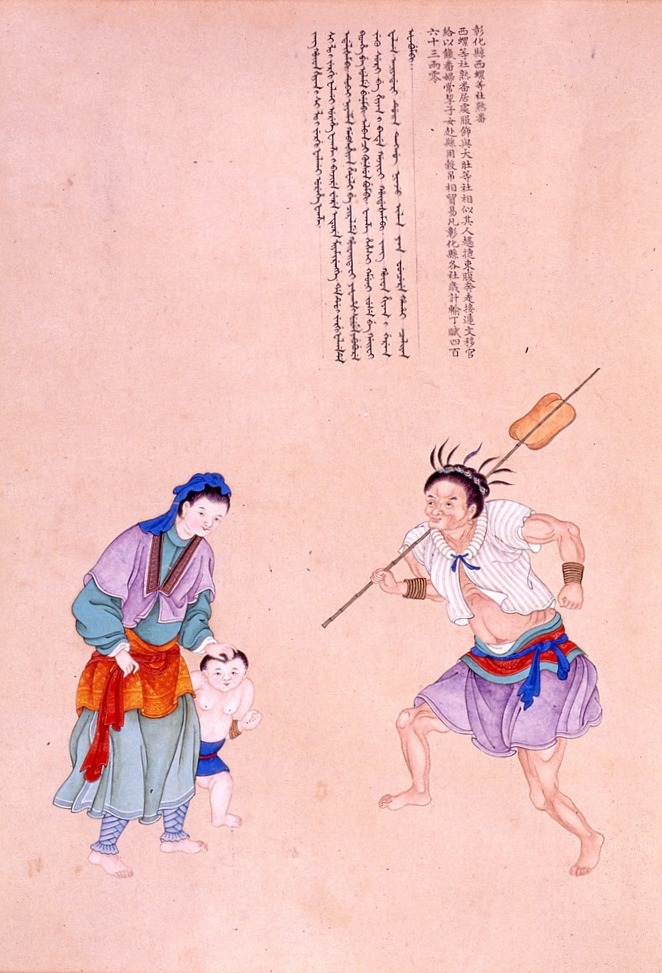
清治時期彰化縣西螺社巴布薩族服裝
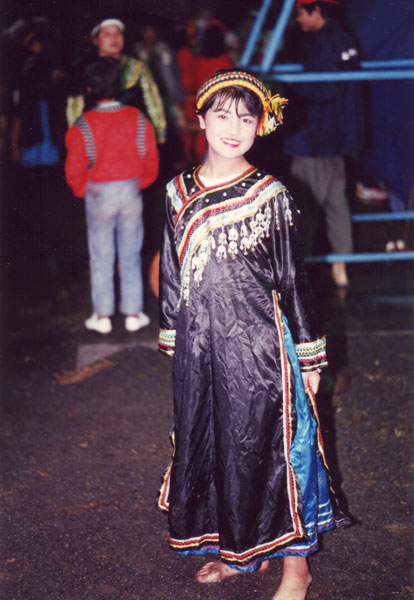
布農族少女服裝
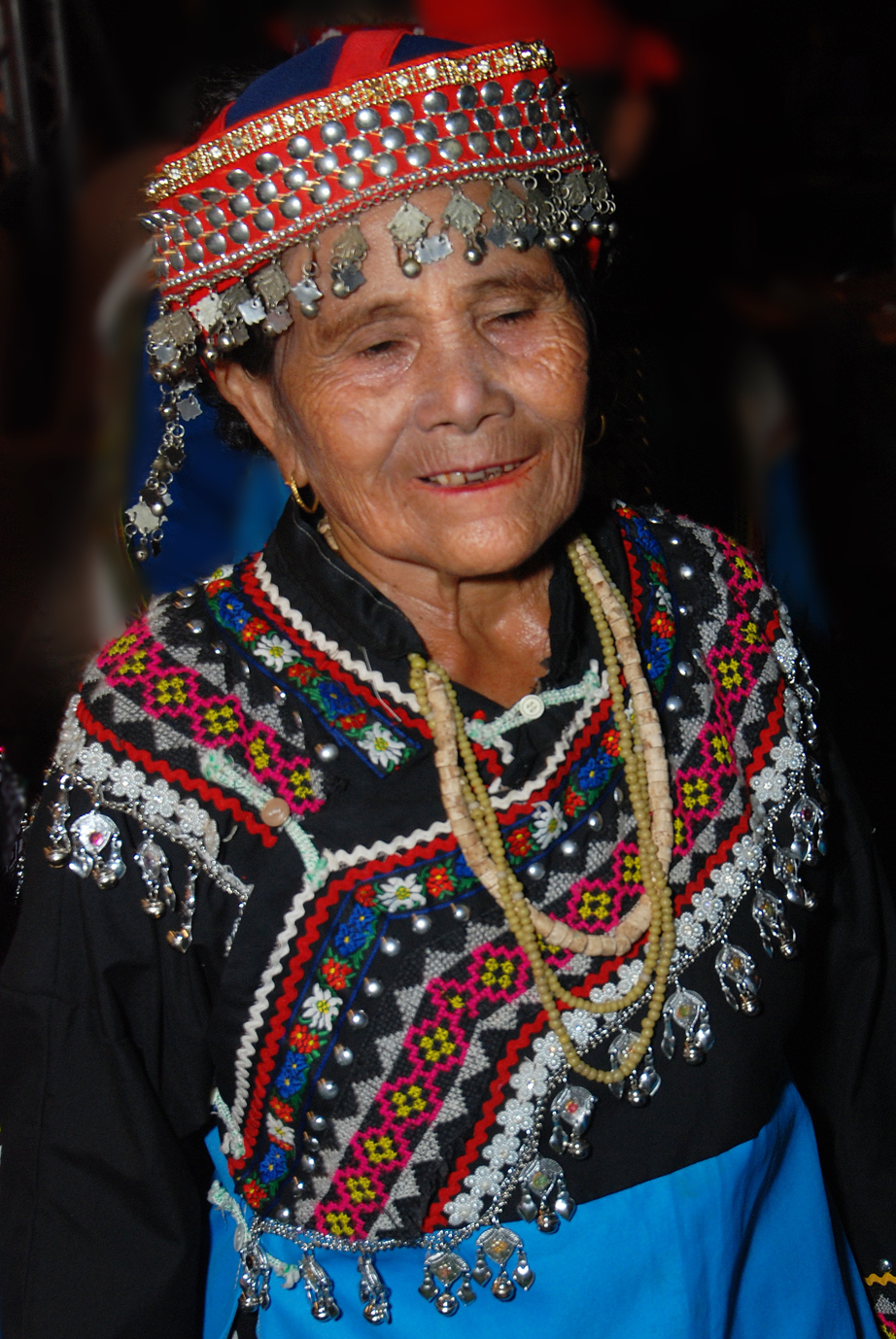
布農族婦女服裝
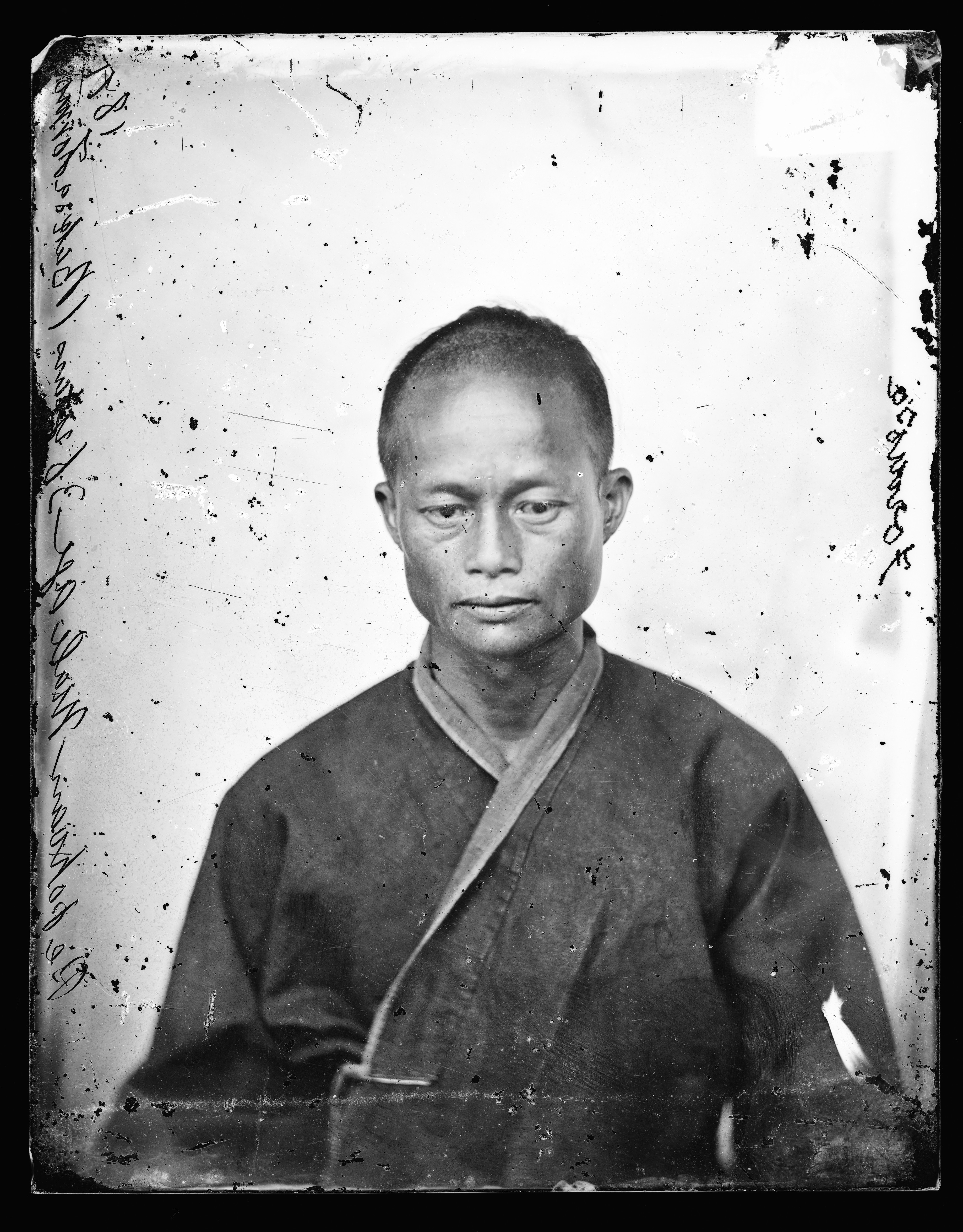
19世紀平埔族男性服裝
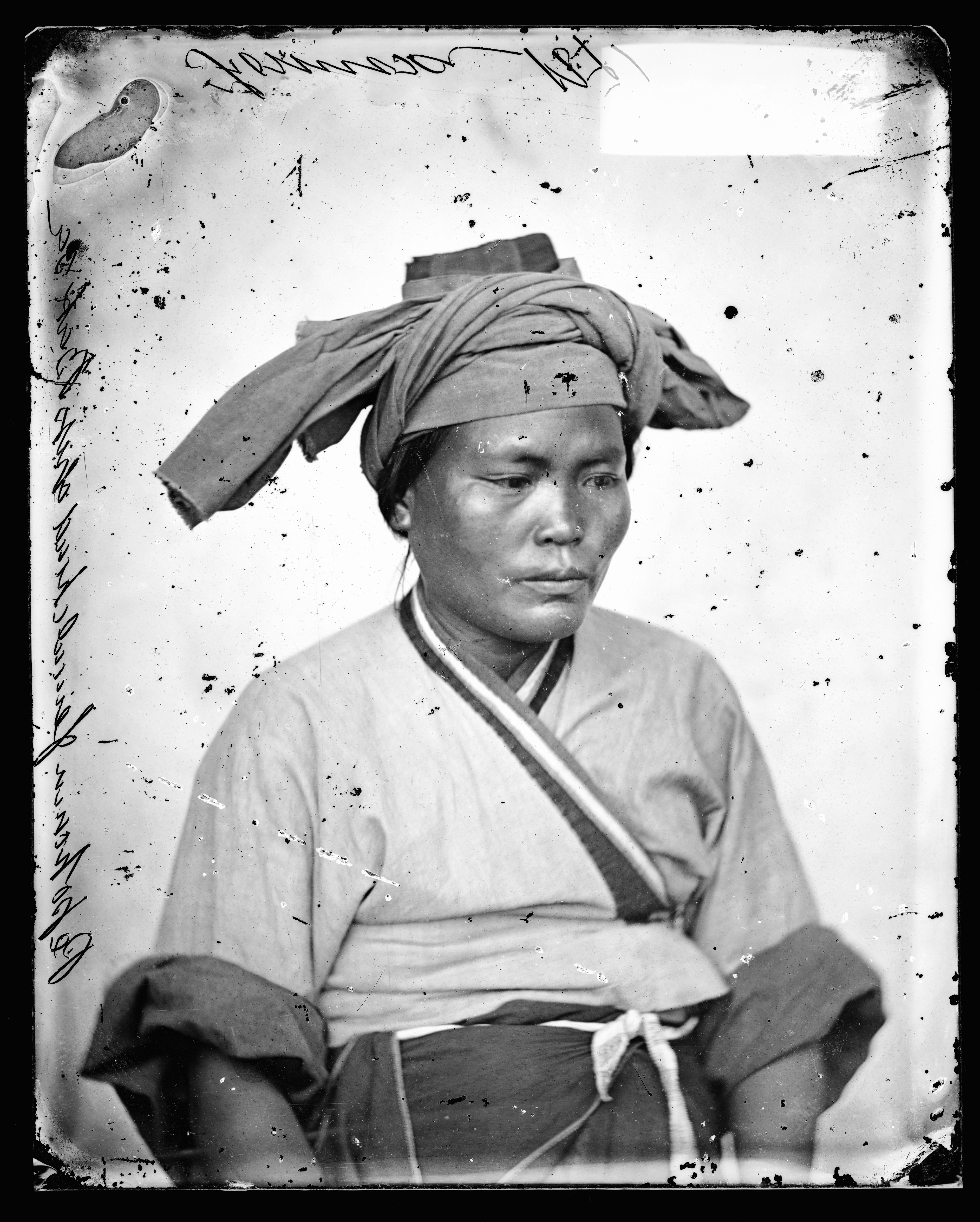
19世紀平埔族女性服裝
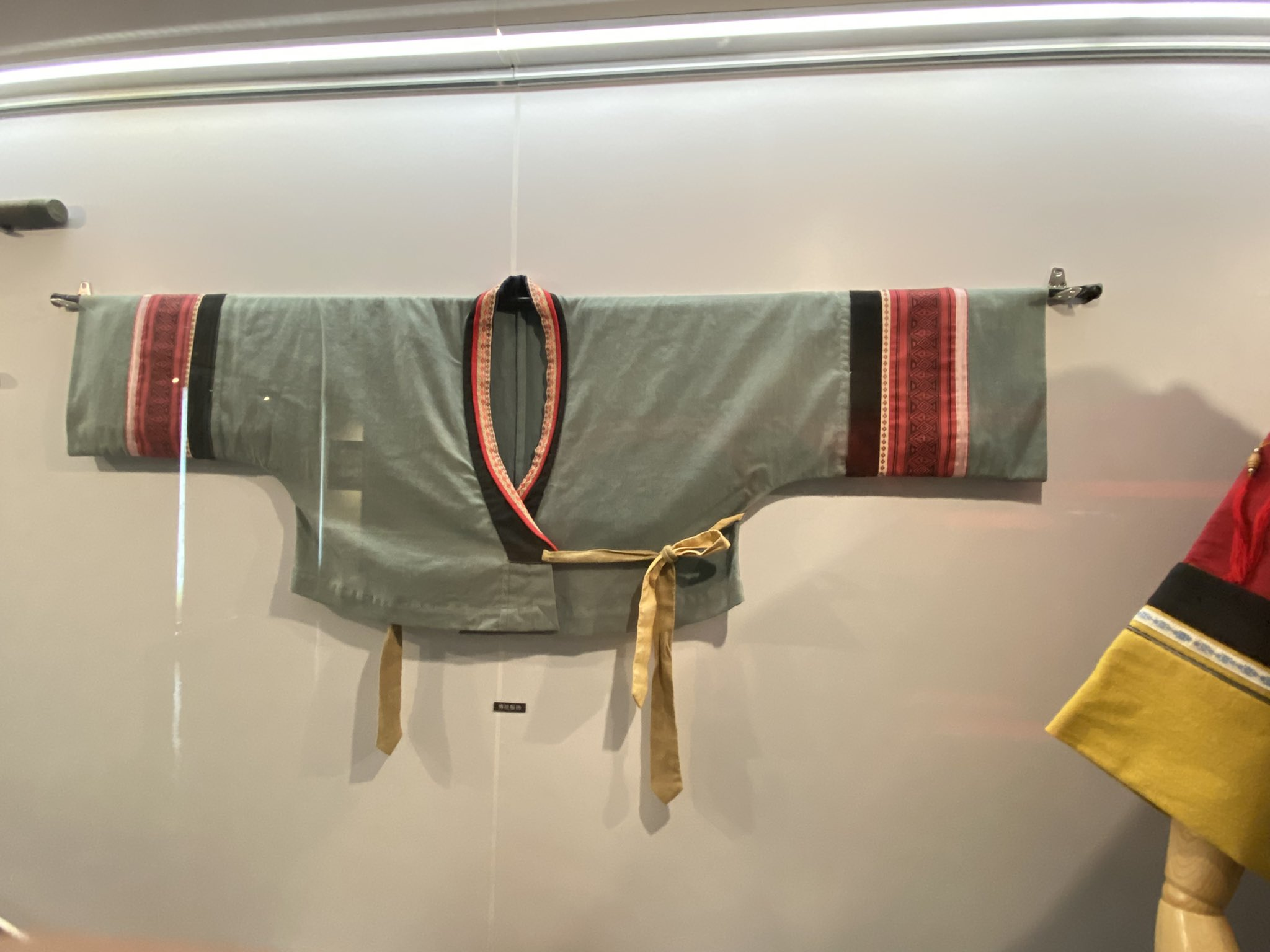
西拉雅族女子上衣

## 其他民族
布依族、侗族、哈尼族、黎族、苗族、瑶族、彝族、羌族、達斡爾族、畲族等等周邊少數民族的服飾共同特點是如今仍是或曾經是交領、左衽，歷史上部分受到漢族影響出現了右衽，如壯族的服飾也可以右衽，但交領左衽仍占多數。
门巴族、不丹族等族群深受藏族文化和漢文化影響，現在仍是交領右衽。
- 羌族
- 彝族
- 現代石林彝族薩尼服飾
- 現代彝族男性服飾
- 瑤族
- 苗族
- 1962年海南乐东县黎族
- 侗族
- 哈尼族
- 哈尼族
- 布依族
- 穿著不丹傳統服飾的原不丹王国总理肯赞·多吉
- 穿著不丹傳統服飾的不丹官員
- 不丹族
- 不丹族

- 穿交領左衽傳統服裝的現代瑤族女性
- 穿交領右衽傳統服裝的現代苗族女性
- 清初福建省羅源畬民，女裝為交領右衽襖裙
- 清初安化寧鄉等處猺人（瑤族）
- 清初永順保靖等處土人，女性裝束接近明代漢服
- 清初增城縣猺人，女裝為交領右衽襖裙
- 清初曲江縣猺人，女裝為交領右衽襦裙
- 清初樂昌縣猺人
- 清初連州猺人
- 清初靈山縣獞人（壯族），女裝直領對襟
- 清初合浦縣山民，女裝直領對襟襖裙
- 清初廣西臨桂線大良猺
- 清初永寧州梳猺
- 清初興安縣平地猺
- 清初灌陽線竹箭猺
- 清初羅城縣盤猺
- 清初修仁縣頂板猺
- 清初慶元府過山猺人
- 清初陸川縣山子猺人
- 清初興安縣獞人
- 清初賀縣獞人，女裝為圓領對襟褂
- 清初隆勝苗人，女裝為交領右衽
- 清初羅城縣苗人
- 清初馬平縣犽人，女裝直領對襟襖裙
- 清初思恩府屬儂人
- 清初西林縣皿人
- 清初西林縣佒人
- 清初太平府土人，女裝為交領右衽
- 清初西隆州土人，女裝為交領右衽

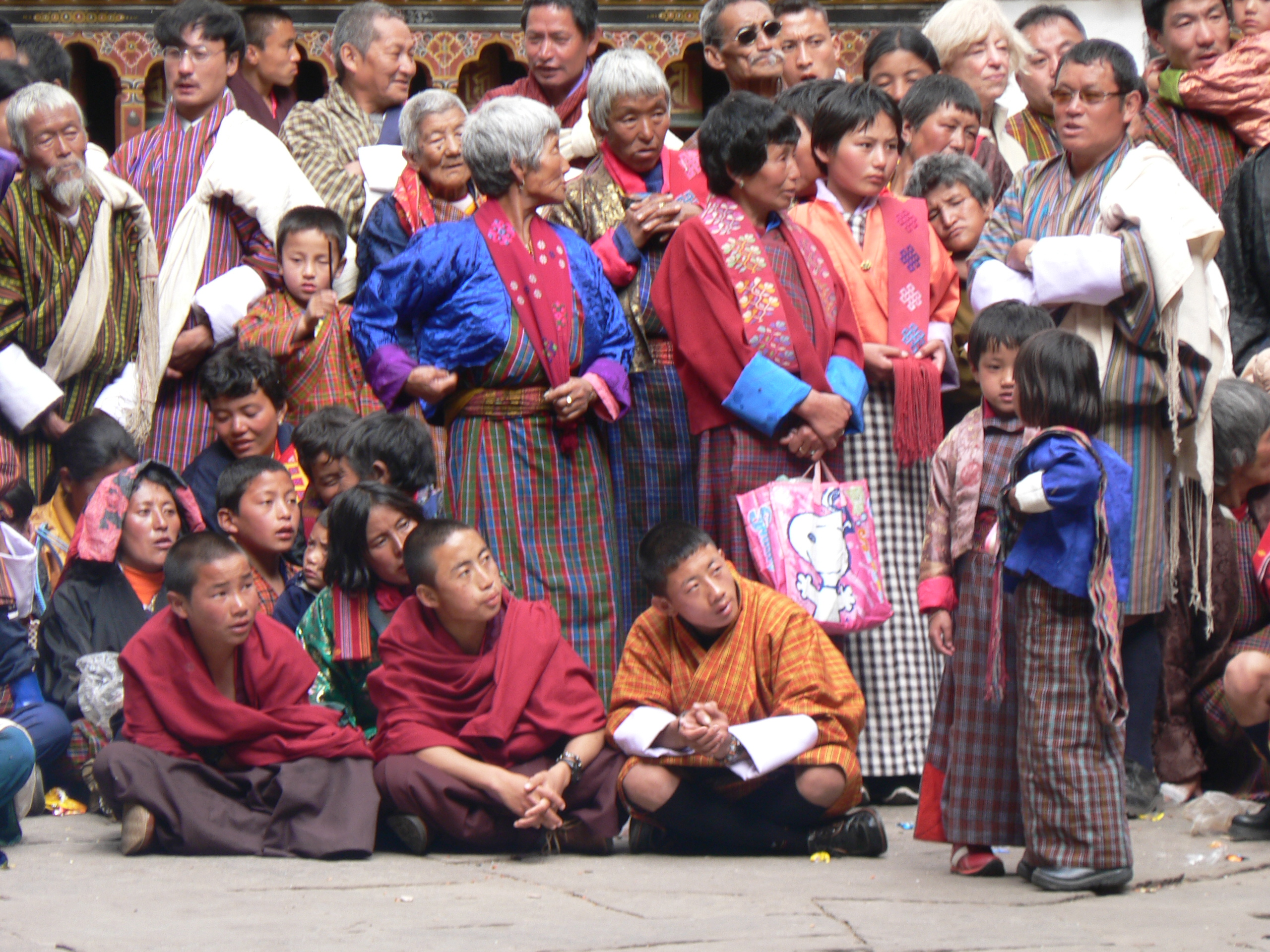
穿着日常传统服饰的不丹民众
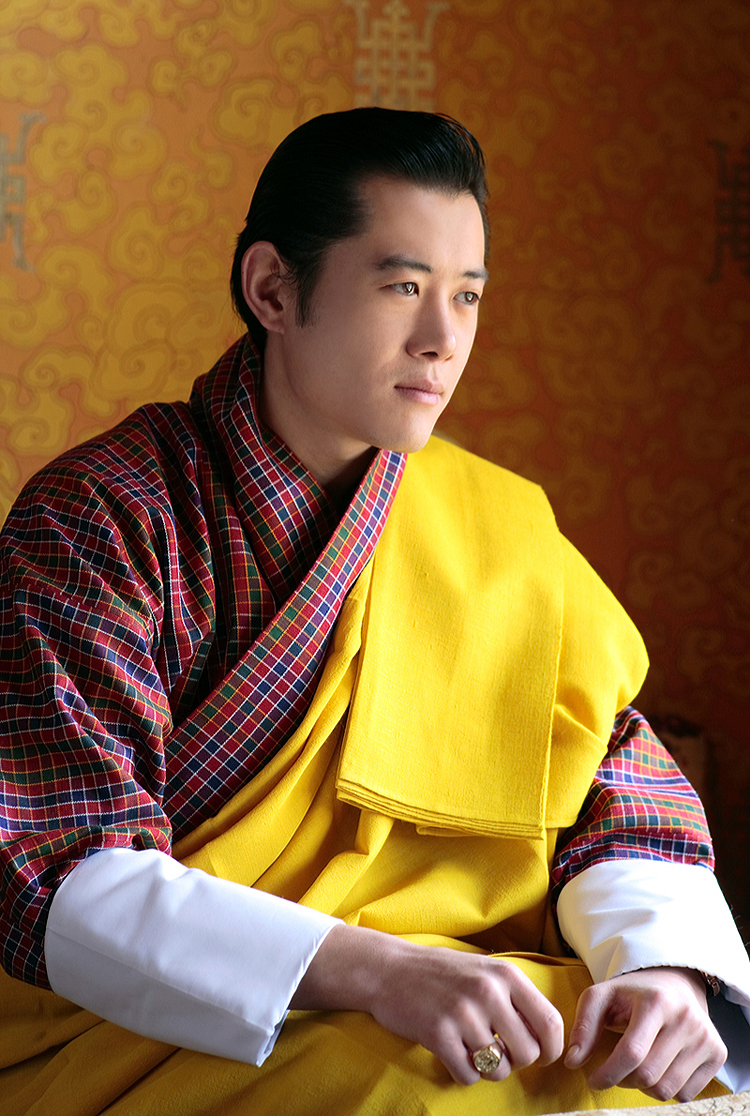
不丹国王吉格梅·凯萨尔·纳姆耶尔·旺楚克

### 藏人及藏袍
漢族和藏族同源於漢藏先民，同樣具有交領的衣著特點。歷史上漢藏文化又有著長期交流，藏人的藏袍深受漢服的影響，很早就出現了右衽、繫帶的特點。但為了方便勞動，通常將衣長改短；為了避寒，又將袖長增長。
唐代時，敦煌一度被吐蕃占领，當地汉人被迫从「夷俗」，只有祭祖时才穿上汉人服飾，“遗衣整巾潜泪垂，誓心密定归分记”，设法回归唐朝。吐蕃汉人沿袭汉服保持民族气节和习俗，保持和唐朝的联系。
- 男性藏袍
- 女性藏袍
- 藏族
- 西藏拉萨庆典上的弓箭手
- 西藏青年男女装束